# Bruno Gadiol
 (mars 2023).
Bruno Gadiol Antoniassi, née le 6 juin 1998 à São Paulo, est un acteur et chanteur brésilien.

## Biographie
Bruno est né le 6 juin 1998 dans le quartier de Paraíso, à São Paulo. À l'âge de onze ans, sa famille a déménagé dans un condominium à Barueri, et Bruno a commencé à fréquenter le Colégio Samarah, dans la ville voisine de Cotia. En 2012, il a formé le groupe Listras da Lombada avec des amis de la copropriété - Gabi, Tutu, Lucas et Luquinha - avec lesquels il a commencé à se produire lors d'événements à l'intérieur du lieu et de festivals de musique, présentant le répertoire de la musique pop et rock nationale. En 2012, il a joué dans les pièces Le Magicien d'Oz et une adaptation de Glee.
Le 12 juin 2018, il sort un clip intitulé "Seu Costume" en partenariat avec Gabriel Nandes. Bruno a profité de l'histoire du jour et de la date pour déclarer publiquement son homosexualité.

## Filmographie
- 2013: TV Xuxa
- 2016: The Voice Brasil - 5e saison
- 2017-2018: Malhação: Viva a Diferença
- 2020: As Five
- 2021: Sintonia

## Théâtre
- 2012: Le Magicien d'Oz
- 2016: Meninos e Meninas